# Millard Mitchell
Millard Mitchell (14 de agosto de 1903 - 13 de octubre de 1953) fue un actor estadounidense que participó en unos treinta títulos cinematográficos y en dos televisivos.
Nacido en La Habana, Cuba, Mitchell apareció en ocho películas entre 1931 y 1936. Volvió al cine en 1942 tras una ausencia de seis años.
Por su actuación en la película de 1952, My Six Convicts, Millard Mitchell ganó el Globo de Oro al mejor actor de reparto. Mitchell es también conocido por otros tres papeles: el superior de Gregory Peck en el drama bélico Twelve O'Clock High (Almas en la hoguera) (1949), el magnate de la industria cinematográfica "R.F. Simpson" en la película musical Cantando bajo la lluvia (1952) y el buscador de oro "Jessie Tate" en el western The Naked Spur (1953).
Mitchell falleció a los cincuenta años a causa de un cáncer de pulmón en Santa Mónica, California, y fue enterrado en el cementerio Holy Cross, en Culver City, California.